# Percivall Pott
Percival Pott (Londres, 6 de janeiro de 1714 – Londres, 22 de dezembro de 1788) foi um cirurgião inglês e um dos fundadores da ortopedia. Pott é um dos primeiros cientistas a demonstrar que o câncer pode ser causado por carcinógenos do meio ambiente.

## Carreira
Ele teve seu aprendizado com Edward Nourse, cirurgião assistente do Hospital de St Bartholomew, e em 1736 foi admitido na Worshipful Company of Barbers e licenciado para praticar. Se tornou o cirurgião assistente de Hospital de St Bartholomew em 1744 e cirurgião pleno de 1749 a 1787.
Como o primeiro cirurgião de sua época na Inglaterra, superando até mesmo seu aluno, John Hunter, no lado prático, Pott introduziu várias inovações importantes no procedimento, contribuindo muito para abolir o uso extensivo de escaróticos e do cautério que prevalecia quando ele começou seu carreira.
Em 1756, Pott quebrou a perna depois de cair do cavalo. Costuma-se presumir que seu ferimento foi o mesmo que mais tarde veio a ser conhecido como fratura de Pott, mas na realidade a perna quebrada de Pott era uma fratura exposta muito mais séria da tíbia. Enquanto estava deitado na lama, ele enviou um criado para comprar uma porta em um canteiro de obras próximo, então ele mesmo foi colocado na porta e levado para casa. Os cirurgiões limparam a ferida e discutiram a amputação, uma operação que na época tinha um índice muito alto de falha, já que frequentemente levava à sepse e morte, mas Pott os convenceu a imobilizar a perna e ele finalmente se recuperou completamente. Em 1769, Pott publicou Algumas Observações sobre Fraturas e Luxações. O livro foi traduzido para o francês e o italiano e teve uma influência de longo alcance na Grã-Bretanha e na França. Seu nome foi escrito nos anais da medicina, por primeiro descrever a tuberculose artrítica da coluna vertebral (doença de Pott). Ele deu uma excelente descrição clínica em suas Observações sobre esse tipo de paralisia dos membros inferiores. Entre seus outros escritos, os mais notáveis são A Treatise on Ruptures (1756) e Chirurgical Observations .
Em 1775, Pott encontrou uma associação entre a exposição à fuligem e uma alta incidência de câncer escrotal (posteriormente descoberto como um tipo de carcinoma de células escamosas) em limpadores de chaminés. Esta doença incomum, mais tarde denominada carcinoma de varredores de chaminé devido à investigação de Pott, foi o primeiro vínculo ocupacional com o câncer, e Pott se tornou a primeira pessoa a associar uma malignidade a um carcinógeno ambiental, implicando a fuligem da chaminé como um carcinógeno de contato direto para a pele. Seu trabalho ajudou a levar ao um Ato do Parlamento britânico aprovado para tentar impedir o trabalho infantil - Chimney Sweepers Act 1788̠.
Estudos posteriores com animais (1933) pintando alcatrão de carvão na pele demonstrariam o papel do primeiro carcinógeno químico comprovado benzo (a) pireno, que ocorre em altas concentrações na fumaça e na fuligem da chaminé, com o processo que Pott identificou pela primeira vez. As primeiras investigações de Pott contribuíram, portanto, para a ciência da epidemiologia e para o Chimney Sweepers Act 1788̠. O mesmo produto químico responsável pelo câncer exclusivo de Pott em limpadores de chaminés provou ser o principal suspeito em vários tipos de câncer causados pela fumaça do cigarro.
Em 1765, foi eleito Master of the Company of Surgeons, o precursor do Royal College of Surgeons of England.
Uma cópia manuscrita de suas palestras de 1779 sobre cirurgia sobreviveu como parte da Coleção Manchester Medical Manuscripts, mantida por coleções especiais na Biblioteca da Universidade de Manchester com a referência MMM/15/2/6.

## Carreira atrasada
Percivall Potts casou-se em 1740. Eles viveram juntos em Lincoln's Inn Fields, em Londres, e teriam cinco filhos e quatro filhas.
Embora pouco mais se saiba sobre a vida privada de Percivall Pott, Pott é regularmente descrito como tendo um caráter excelente e um cirurgião inglês arquetípico. Acredita-se que o padrão de vida de Pott contribuiu para a ascensão do cirurgião nas posições sociais. 
Entre as enfermarias de pacientes, Pott também aperfeiçoou suas habilidades de escrita e acreditava na educação do paciente. Ele distribuía panfletos, anotando suas observações e pensamentos sobre tópicos que iam desde "traumatismos cranianos, hidrocele, fístula, ruptura e fratura", no ambiente hospitalar. Esses panfletos eram muito procurados e custavam mais de um xelim e seis pence. Entre 1760 e 1770, mais de quatorze dos panfletos de Pott estavam em circulação.
A dedicação de Percivall Pott a seus pacientes e o padrão de atendimento rendeu a Pott muitos elogios e fama. Ele é geralmente considerado um dos dois maiores cirurgiões do século 18, juntamente com seu aluno John Hunter. Em 1786, ele foi homenageado como o primeiro membro honorário do Royal College of Surgeons of Edinburgh. Pouco depois, ele se aposentou em 1787 e foi nomeado governador do Hospital São Bartolomeu.

## Carcinoma de varredores de chaminé
Percivall Pott influenciou a medicina e a compreensão moderna das doenças. Muitas doenças são hoje seu xará incluindo: fratura de Pott, doença de Pott da coluna vertebral, e tumor inchado de Pott. Uma doença que não o faz, mas é importante para o legado de Pott, é o carcinoma do limpador de chaminés. Pott rapidamente reconheceu a associação entre carcinoma e limpadores de chaminés e publicou suas descobertas em um artigo intitulado "Observações cirúrgicas relativas ao […] câncer do escroto." Ele escreveu que a doença era "peculiar a um certo tipo de pessoa que, pelo menos que eu saiba, foi notada publicamente — quero dizer, o câncer dos limpadores de chaminés. A doença, nessas pessoas, parece derivar sua origem de um depósito de fuligem nas rugas do escroto".

### Crédito de descoberta e identificação
Embora se acredite que o câncer escrotal tenha sido identificado por Percival Pott, acredita-se que tenha sido descrito quase 40 anos antes das "Observações cirúrgicas" de Pott como um "cancro das prividades" de acordo com a documentação nos registros de sepultamento da Paróquia de St. Botolph sem Aldgate de 1589 a 1599. Essas descrições são ambíguas e não está claro quais partes anatômicas consideradas "prividades". Como tal, a maioria dos historiadores geralmente concorda que Bassius descreveu corretamente o câncer escrotal pela primeira vez em 1731. Alguns historiadores argumentam que o que Bassius considerava câncer escrotal eram, na verdade, abscessos perineais no escroto, em oposição ao carcinoma. A minoria de historiadores que concorda com esse fato atribui a descoberta do câncer escrotal a Treyling em 1740.

### Cirurgia
Como cirurgião, Pott era muito respeitado e frequentemente ajudava outros cirurgiões. Pott era visto como um mentor e até permitiu que outros médicos e cirurgiões vivessem com ele sob sua orientação. Apesar das tendências cirúrgicas de seu tempo, Pott não concordava com tratamentos severos e medicina heróica, mas preferia formas mais suaves. O genro de Percivall Pott, James Earle, descreveu a cirurgia de Pott como "privada de grande parte de seus horrores, tornando-se, comparativamente, um estudo agradável".

### Fuligem e câncer ocupacional
Além da cirurgia, Pott's se concentrou na saúde pública, chamando sua atenção para os desafios do limpador de chaminés em sua comunidade. Ele escreveu: "na primeira infância, eles são mais frequentemente tratados com grande brutalidade e quase morrem de fome com frio e fome; eles são empurrados para dentro de chaminés estreitas e às vezes quentes, onde são feridos, queimados e quase sufocados; e quando eles chegar à puberdade, tornar-se particularmente suscetível a uma doença muito nociva, dolorosa e fatal. " A abordagem de Pott foi única entre seus contemporâneos, pois ele não simplesmente observou uma associação, mas abordou o carcinoma de limpadores de chaminés de uma perspectiva causal. Seu trabalho ajudou mais tarde a identificar a fuligem como o agente causador da doença. Pott não descobriu isso sozinho, mas sim apontou a pesquisa na direção certa. Durante a época de Pott, houve muitas discussões relacionadas à causa do câncer escrotal. James Earle acreditava que o câncer era causado pela fuligem que entrava e ficava nas rugas do escroto. Ele ficou famoso por sua argumentação com base em uma tendência observada em que jardineiros que usavam fuligem para matar lesmas desenvolveram carcinoma de pele nas mãos. Em 1878, George Lawson sugeriu que o câncer foi causado pela fricção gerada pelo macacão do limpador de chaminés contra o escroto enquanto peneirava a fuligem. Essa ideia foi explorada por Passey em 1992, que demonstrou que era o extrato etéreo de fuligem que era capaz de induzir sarcoma. Além disso, Pott também identificou que os meninos pré-púberes eram mais vulneráveis ao carcinoma. Pott ganhou fama por essas conexões entre riscos ocupacionais e malignidade do câncer, embora a conexão não fosse totalmente compreendida na época. As "observações cirúrgicas" de Pott forneceram uma estrutura para moldar a compreensão moderna dos cânceres ocupacionais .

## Influência
O trabalho de Percivall Pott influenciou uma onda de pesquisadores e mudanças nas políticas públicas. Após sua publicação inicial, mais casos clínicos começaram a surgir rapidamente nos anos seguintes. Isso desencadeou uma série de "Atos dos Varredores de Chaminés", que visava proteger os varredores de chaminés. Isso facilitou a formação de sociedades como a "Sociedade para substituir a necessidade de meninos escaladores, por meio do incentivo a um novo método de varrer chaminés e para melhorar a condição de crianças e outros empregados por varredores de chaminés" em 1803, que incluía gente como Dukes e Earls e patronos reais . 
Apesar do clamor e das demandas públicas para mudar as práticas de varredura de chaminés, como sugerir que os meninos varredores de chaminés fossem substituídos por dispositivos mecânicos, companhias de seguros e proprietários de casas argumentaram que o carcinoma de Chimney Sweeper era um pequeno preço a pagar pela proteção da população em massa contra a fumaça e fogos de chaminé. Apesar da chamada para ação já em 1788, o trabalho de Pott finalmente começou a influenciar a mudança em 1875, quando um declínio na incidência de câncer escrotal e mortalidade foi observado.